# Demokratische Selbstbestimmungsliga Taiwans
Die Demokratische Selbstbestimmungsliga Taiwans (chinesisch 台灣民主自治同盟 / 台湾民主自治同盟, Pinyin Táiwān Mínzhǔ Zìzhì Tóngméng) ist eine der als „Acht demokratische Parteien und Gruppen“ bezeichneten Organisationen in der Volksrepublik China. Sie ist Mitglied der Politischen Konsultativkonferenz des chinesischen Volkes (PKKCV). Die Partei kann nicht als Opposition zur Regierung auftreten: Die demokratischen Parteien sind weder nicht-regierende noch Oppositionsparteien, sondern an der Regierung mitwirkende Parteien.
Nach Darstellung von Radio China International (Volksrepublik China) setzen sich die etwa 1800 Mitglieder der Liga vor allem aus „prominenten ehemaligen Bewohnern Taiwans“ zusammen, die nun auf dem chinesischen Festland leben. Wie die offizielle Führung der Volksrepublik China setzt sich auch die Demokratische Selbstbestimmungsliga Taiwans für den Anschluss Taiwans an die Volksrepublik China ein, der eine Auflösung der Republik China bedeuten würde.

## Nachweise
1. ↑  Die demokratischen Parteien Chinas (Memento vom 12. September 2016 im Internet Archive), german.cri.cn
2. ↑  Archivierte Kopie (Memento vom 12. September 2016 im Internet Archive)